# Осада Севска
Осада Севска — неудачная попытка Речи Посполитой взять Севск на заключительном этапе Смоленской войны 1632—1634 годов.

## Предыстория
Польско-литовское войско во главе с Иеремией Вишневецким и Лукашем Жолкевским выступило в феврале 1634 года из Киева с целью помочь войску короля Владислава IV под Смоленском, где тот сперва деблокировал город, а затем принудил войско Михаила Шеина к капитуляции и собирался развивать наступление на Москву. В Батурине польское войско, в котором имелось около 200 немецких наёмников, соединилось с запорожскими казаками под началом И. Бута. Среди них был и Яков Острянин, предводитель будущего восстания. Войско Вишневецкого, насчитывавшее теперь свыше 12 тысяч человек, более половины из которых были казаки, двинулось в сторону Севска, который планировалось взять сходу неожиданным ударом.

## Ход осады
Войско Речи Посполитой подступило к Севску 1 марта 1634 года. Гарнизон Севского кремля во главе с воеводой Фёдором Тимофеевичем Пушкиным узнал о подходе противника всего за два часа, не успев укрыть за стенами крестьян окрестной Комарицкой волости. Численность гарнизона составляла лишь 516 человек. Однако на руку оборонявшимся играл тот факт, что укрепления Севска были новые и прочные, сооружённые в 1620-х годах.
Упорное сопротивление немногочисленного гарнизона Севска не позволило полякам взять город «изгоном» и те приступили к правильной осаде с использованием шанцев, туров, артиллерии и караульных рот. Ультматум сдать город не принёс желаемого результата и поляки вновь перешли к частым приступам, пытались поджигать «приметы» под башнями, совершить подкоп, раскаты под стены. В этом им помогал опыт немецких наёмников — военных инженеров. В городе возник пожар, в котором сгорел храм Вознесения Господня. Однако гарнизон сводил на нет все ухищрения противника и даже совершил ряд вылазок.
Томясь от затянувшейся на несколько недель осады, запорожские казаки то и дело ходили в «загоны» для грабежа окрестных комарицких сёл. Это вызвало ответную реакцию крестьян, которые стали образовывать собственные отряды. В частности, один из них во главе со священником Иваном Колошинским разбил грабительский отряд в 20 вёрстах от Севска. Ещё один отряд запорожцев был разбит выступившими на помощь Севску карачевскими служилыми людьми.
Простояв под Севском до конца марта и убедившись, что крепость им не взять, поляки сняли осаду и ушли в сторону Белгорода и Курска, где разорили округу, но также не взяли крепостей и не смогли закрепиться.

## Значение
Оборона Севска сыграла ключевую роль для исхода войны после тяжёлого поражения войска Шеина под Смоленском. Застрявшему под крепостью Белой Владиславу IV, так и не получившему помощь в виде людей и продовольствия, был продемонстрирован наряду с отважно обороняющейся Белой ещё один пример трудности взятия русских крепостей. В итоге в июне между воюющими сторонами был заключён Поляновский мир. Россия возвратила Речи Посполитой большинство взятых ею в ходе войны городов, но избежала территориальных потерь по сравнению с довоенным состоянием, оставив за собой Серпейск и Трубчевск. Владислав IV официально отказался от притязаний на московский трон, которые предъявлял с 1610 года.